# 50 kilometer gång för herrar i friidrott vid olympiska sommarspelen 2004
50 km gång, herrar vid  Olympiska sommarspelen 2004 genomfördes på Atens gator med målgång på Atens olympiska stadion den 27 augusti.

## Medaljörer
| Gren              | Guld                      | Guld    | Silver                      | Silver  | Brons                      | Brons   |
| 50 kilometer gång | Robert Korzeniowski Polen | 3:38.46 | Denis Nizjegorodov Ryssland | 3:42:50 | Aleksej Vojevodin Ryssland | 3:43:34 |

## Resultat

### Mellantider
| Placering    | Nummer       | Idrottare                 | Tid          |
| 10 kilometer | 10 kilometer | 10 kilometer              | 10 kilometer |
| ------------ | ------------ | ------------------------- | ------------ |
| 1            |              | Denis Nizjegorodov (RUS)  | 44:48        |
| 2            |              | Robert Korzeniowski (POL) | 44.48        |
| 3            |              | Aigars Fadejevs (LAT)     | 44.49        |
| 4            |              | Nathan Deakes (AUS)       | 44.49        |
| 5            |              | Yu Chaohong (CHN)         | 44.49        |
| 20 kilometer |              |                           |              |
| 1            |              | Denis Nizjegorodov (RUS)  | 1:27.54      |
| 2            |              | Robert Korzeniowski (POL) | 1:27.54      |
| 3            |              | Yu Chaohong (CHN)         | 1:27.54      |
| 4            |              | Nathan Deakes (AUS)       | 1:27.55      |
| 5            |              | Andreas Erm (GER)         | 1:28.00      |
| 30 kilometer |              |                           |              |
| 1            |              | Robert Korzeniowski (POL) | 2:10.57      |
| 2            |              | Denis Nizjegorodov (RUS)  | 2:10.57      |
| 3            |              | Nathan Deakes (AUS)       | 2:10.57      |
| 4            |              | Yu Chaohong (CHN)         | 2:10.58      |
| 5            |              | Andreas Erm (GER)         | 2:11.13      |
| 40 kilometer |              |                           |              |
| 1            |              | Robert Korzeniowski (POL) | 2:53.42      |
| 2            |              | Denis Nizjegorodov (RUS)  | 2:54.33      |
| 3            |              | Yu Chaohong (CHN)         | 2:56.26      |
| 4            |              | Aleksej Vojevodin (RUS)   | 2:58.31      |
| 5            |              | Jesús Ángel García (ESP)  | 2:59.43      |

### Slutligt resultat
| Placering              | Idrottare                     | Tid     | Noteringar |
| ---------------------- | ----------------------------- | ------- | ---------- |
| 1                      | Robert Korzeniowski (POL)     | 3:38.46 |            |
| 2                      | Denis Nizjegorodov (RUS)      | 3:42.50 |            |
| 3                      | Aleksej Vojevodin (RUS)       | 3:43.34 |            |
| 4                      | Yu Chaohong (CHN)             | 3:43.45 |            |
| 5                      | Jesús Ángel García (ESP)      | 3:44.42 | SB         |
| 6                      | Roman Magdziarczyk (POL)      | 3:48.11 |            |
| 7                      | Grzegorz Sudoł (POL)          | 3:49.09 | PB         |
| 8                      | Santiago Pérez (ESP)          | 3:49.48 | SB         |
| 9                      | Jurij Andronov (RUS)          | 3:50.28 |            |
| 10                     | A Latangadasu (CHN)           | 3:51.55 |            |
| 11                     | Aigars Fadejevs (LAT)         | 3:52.52 |            |
| 12                     | Jefferson Pérez (ECU)         | 3:53.04 | NR         |
| 13                     | Trond Nymark (NOR)            | 3:53.20 | SB         |
| 14                     | Peter Korčok (SVK)            | 3:54.22 |            |
| 15                     | Miguel Rodríguez (MEX)        | 3:55.43 |            |
| 16                     | Yuki Yamazaki (JPN)           | 3:57.00 |            |
| 17                     | Germán Sánchez (MEX)          | 3:58.33 |            |
| 18                     | Miloš Bátovský (SVK)          | 3:59.11 |            |
| 19                     | Andrej Stepantjuk (BLR)       | 3:59.32 |            |
| 20                     | Sergej Korepanov (KAZ)        | 3:59.33 |            |
| 21                     | Eddy Riva (FRA)               | 4:00.25 |            |
| 22                     | David Boulanger (FRA)         | 4:01.32 |            |
| 23                     | Aleksandar Raković (SCG)      | 4:02.06 |            |
| 24                     | Zoltán Czukor (HUN)           | 4:03.51 |            |
| 25                     | Modris Liepinš (LAT)          | 4:04.26 |            |
| 26                     | Sérgio Galdino (BRA)          | 4:05.02 |            |
| 27                     | Kim Dong-Young (KOR)          | 4:05.16 |            |
| 28                     | Jani Lehtinen (FIN)           | 4:05.35 |            |
| 29                     | Craig Barrett (NZL)           | 4:06.48 |            |
| 30                     | Daugvinas Zujus (LTU)         | 4:09.41 |            |
| 31                     | Tim Berrett (CAN)             | 4:10.31 |            |
| 32                     | Curt Clausen (USA)            | 4:11.31 |            |
| 33                     | José Antonio González (ESP)   | 4:11.51 |            |
| 34                     | Jorge Costa (POR)             | 4:12.24 |            |
| 35                     | Philip Dunn (USA)             | 4:12.49 |            |
| 36                     | Kazimír Verkin (SVK)          | 4:13.11 |            |
| 37                     | Rustam Kuvatov (KAZ)          | 4:13.40 |            |
| 38                     | Miloš Holuša (CZE)            | 4:15.01 |            |
| 39                     | Yeoryios Aryiropoulos (GRE)   | 4:17.25 |            |
| 40                     | Mario José dos Santos (BRA)   | 4:20.11 |            |
| 41                     | János Tóth (HUN)              | 4:29.33 |            |
| Diskvalificerade (DSQ) |                               |         |            |
| —                      | Takayuki Tanii (JPN)          | DSQ     |            |
| —                      | Nathan Deakes (AUS)           | DSQ     |            |
| —                      | Andreas Erm (GER)             | DSQ     |            |
| —                      | Julio René Martínez (GUA)     | DSQ     |            |
| —                      | Giovanni De Benedictis (ITA)  | DSQ     |            |
| Fullföljde inte (DNF)  |                               |         |            |
| —                      | Spiridon Kastanis (GRE)       | DNF     |            |
| —                      | Denis Langlois (FRA)          | DNF     |            |
| —                      | André Höhne (GER)             | DNF     |            |
| —                      | Luis Fernando García (GUA)    | DNF     |            |
| —                      | Mario Iván Flores (MEX)       | DNF     |            |
| —                      | Pedro Martins (POR)           | DNF     |            |
| —                      | Theodoros Stamatopoulos (GRE) | DNF     |            |
| —                      | Han Yucheng (CHN)             | DNF     |            |

## Rekord

### Världsrekord
- Denis Nizjegorodov, Ryssland - 3:35.29 - 13 juni 2004 - Tjeboksary, Ryssland

### Olympiskt rekord
- Vjatjeslav Ivanenko, Sovjetunionen – 3:38.29 - 30 september 1988 - Seoul, Sydkorea

## Tidigare vinnare

### OS
- 1896 – 1932: Inga tävlingar
- 1936 i Berlin: Harold Whitlock, Storbritannien – 4:30.41,4
- 1948 i London: John Ljunggren, Svewrige – 4:41.52
- 1952 i Helsingfors: Giuseppe Dordoni, Italien – 4:28.07,8
- 1956 i Melbourne: Norman Reid, Nya Zeeland – 4:30.42,8
- 1960 i Rom: Don Thompson, Storbritannien – 4:25.30,0
- 1964 i Tokyo: Abdon Pamich, Italien – 4:11.12,4
- 1968 i Mexico City: Christoph Höhne, DDR – 4:20.13,6
- 1972 i München: Berndt Kannenberg, Västtyskland – 3:56.11,6
- 1976 i Montréal: Ingen tävling
- 1980 i Moskva: Hartwig Gauder, DDR – 3.49.24
- 1984 i Los Angeles: Raul Gonzales, Mexiko – 3:47.26
- 1988 i Seoul: Vjatjeslav Ivanenko, Sovjetunionen – 3:38.29
- 1992 i Barcelona: Andrei Perlov, Ryssland – 3:50.13
- 1996 i Atlanta: Robert Korzeniowski , Polen – 3:43.30
- 2000 i Sydney: Robert Korzeniowski , Polen – 3:43.40

### VM
- 1983 i Helsingfors: Ronald Weigel, DDR – 3:43.08
- 1987 i Rom: Hartwig Gauder, DDR – 3.40.53
- 1991 i Tokyo: Aleksandr Potasjov, Sovjetunionen – 3:53.09
- 1993 i Stuttgart: Jesús Angél García, Spanien – 3:41.41
- 1995 i Göteborg: Valentin Kononen, Finland – 3:43.42
- 1997 i Aten: Robert Korzeniowski , Polen – 3:44.46
- 1999 i Sevilla: Ivano Brugnetti, Italien – 3:47.54
- 2001 i Edmonton: Robert Korzeniowski , Polen – 3:42.08
- 2003 i Paris: Robert Korzeniowski , Polen – 3:36.03